# Johann Georg Sulzer

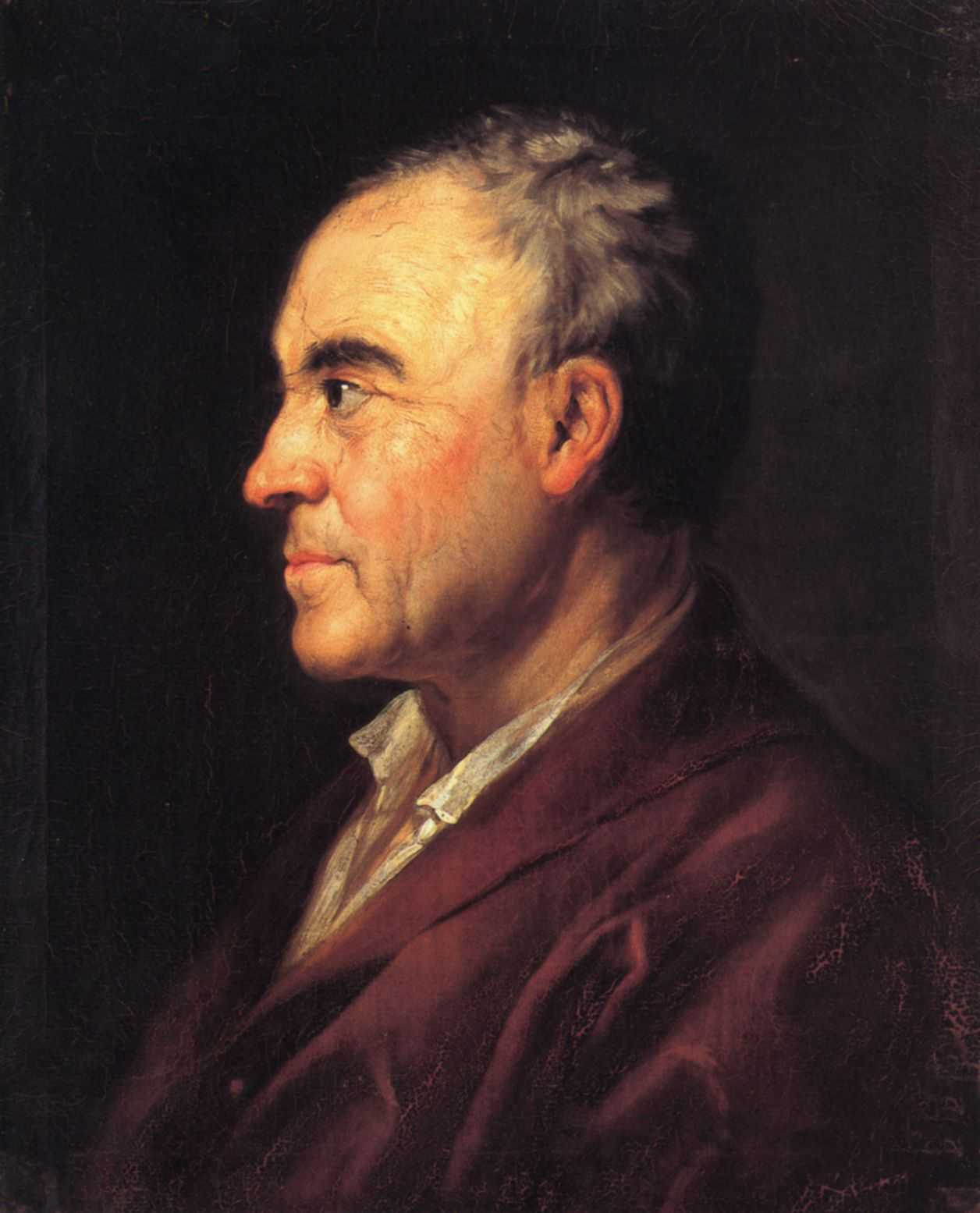
Johann Georg Sulzer, Gemälde von Anton Graff, 1774, Gleimhaus Halberstadt.

Johann Georg Sulzer (* 16. Oktober 1720 in Winterthur; † 27. Februar 1779 in Berlin) war ein Schweizer Theologe und Philosoph der Aufklärung. Seine Allgemeine Theorie der Schönen Künste ist die erste deutschsprachige Enzyklopädie, die alle Gebiete der Ästhetik systematisch behandelt.

## Leben und Werk

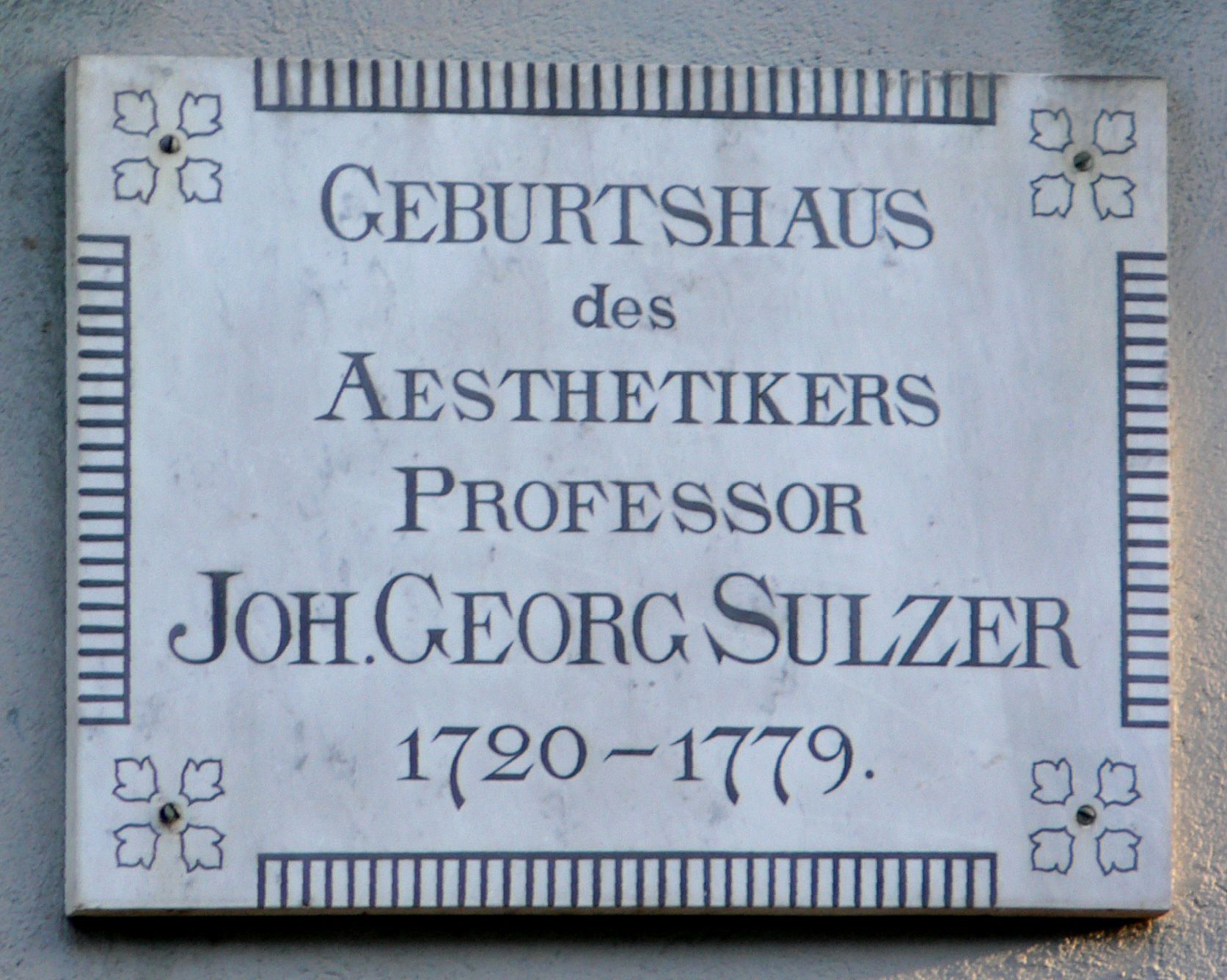
Gedenktafel an seinem Geburtshaus in Winterthur

Johann Georg Sulzer wurde als 25. Kind des Ratsherrn Heinrich Sulzer in Winterthur im heutigen Kanton Zürich geboren. Seine Eltern hatten für ihn die Laufbahn als Theologe vorgesehen. Beide Elternteile starben 1734, sodass Johann Georg Sulzer 1736 unter die Vormundschaft eines Predigers in Zürich gegeben wurde. Am Carolinum in Zürich erhielt er Unterricht in Theologie und interessierte sich außerdem für Aspekte der Mathematik, Botanik und Philosophie. Seine Lehrer Johann Jakob Bodmer und Johann Jakob Breitinger führten ihn zudem in die Poetik und die Kunst ein. Im Jahr 1741 beendete Johann Georg Sulzer seine Studien in Zürich mit der Ordination und erhielt in Maschwanden die Stelle eines Vikars.
Im Jahr 1743 ging Sulzer nach Magdeburg, wo er als Lehrer für die Kinder eines reichen Kaufmanns angestellt wurde. Johann Georg Sulzer war ein Anhänger der Philosophie Christian Wolffs. In dessen Stil schrieb Sulzer sein erstes Werk, die Erbauungsschrift Versuch einiger Moralischen Betrachtungen über die Werke der Natur, die 1745 herausgegeben wurde und ein Vorwort des Berliner Hofpredigers August Friedrich Sack enthielt. Zudem arbeitete Sulzer in Magdeburg an einer deutschen Übersetzung von Johann Jakob Scheuchzers lateinischer Schrift Itinera alpina, die 1746 unter dem Titel Natur-Geschichte des Schweizerlandes in Zürich erschien.
Sulzer zog nach Berlin um, wo er Freundschaft mit Leonhard Euler, Pierre-Louis Moreau de Maupertuis und Johann Wilhelm Ludwig Gleim schloss. Diese drei Gelehrten förderten schließlich Sulzers Berufung als Professor der Mathematik am Joachimsthalschen Gymnasium in Berlin im Jahr 1747. Drei Jahre später wurde Sulzer in die königliche Akademie der Wissenschaften aufgenommen. Ihm war der Anstoss zur Gründung des Montagsclubs 1749 zu verdanken, eines geistigen Mittelpunktes der Berliner Aufklärung. Es folgte im Sommer 1750 eine Reise in die Schweiz, die Sulzer gemeinsam mit Friedrich Gottlieb Klopstock unternahm.

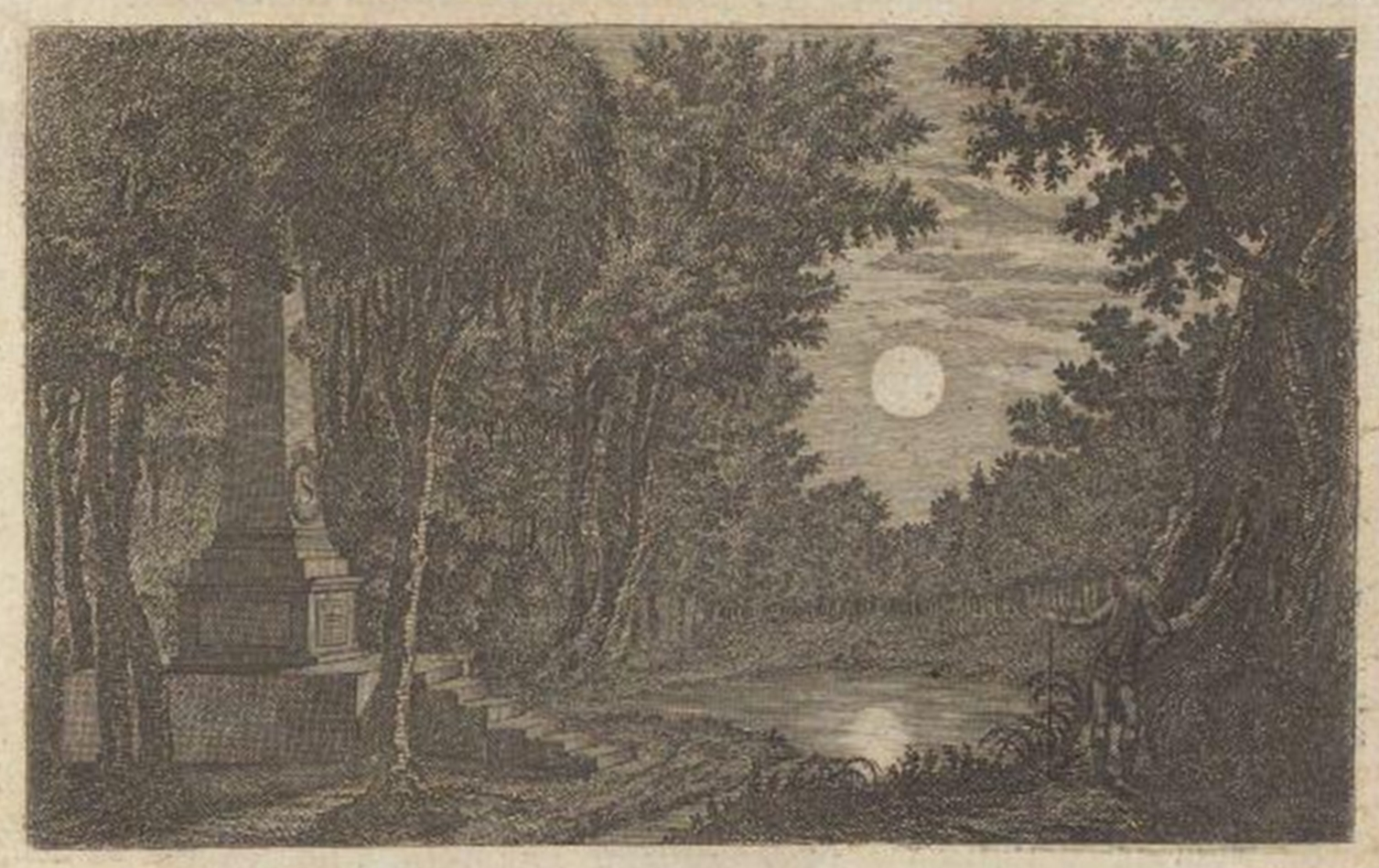
Das Grab Johann Georg Sulzers, Kupferstich nach einer Zeichnung von J. H. Brandt (1779), Illustration zu Hirschfelds Theorie der Gartenkunst

Im selben Jahr heiratete er in Magdeburg die Kaufmannstochter Catherina Wilhelmina Keusenhoff, 1753 kam die erste Tochter Elisabeth Sophie Auguste zur Welt, die 1771 den berühmten Maler Anton Graff heiratete. Catherina Wilhelmina starb bereits 1761 nach der Geburt der zweiten Tochter. Ihr Tod bedeutete im Leben Sulzers einen tiefen Einschnitt.
Als Witwer unternahm er zahlreiche Reisen nach Leipzig, Frankfurt und Straßburg. 1763 legte er seine Berliner Professur nieder und kehrte in die Schweiz zurück, wo die Arbeit an seinem bereits 1753 begonnenen Hauptwerk Allgemeine Theorie der schönen Künste fortsetzte.
Ein Schreiben von König Friedrich II. bewog ihn zur Rückkehr nach Deutschland. Er wurde Professor für Philosophie an der neu gegründeten Ritterakademie und erhielt von König Friedrich II. ein Grundstück nahe Berlin geschenkt, wo er sich häuslich niederließ. Im Jahr 1775 wurde er Direktor der philosophischen Klasse der Akademie der Wissenschaften in Berlin, war zu dem Zeitpunkt jedoch bereits geschwächt. Reisen nach Frankreich und Italien verbesserten seinen Zustand nur kurzfristig. Johann Georg Sulzer starb 1779 in Berlin.

### Enzyklopädie:Allgemeine Theorie der Schönen Künste

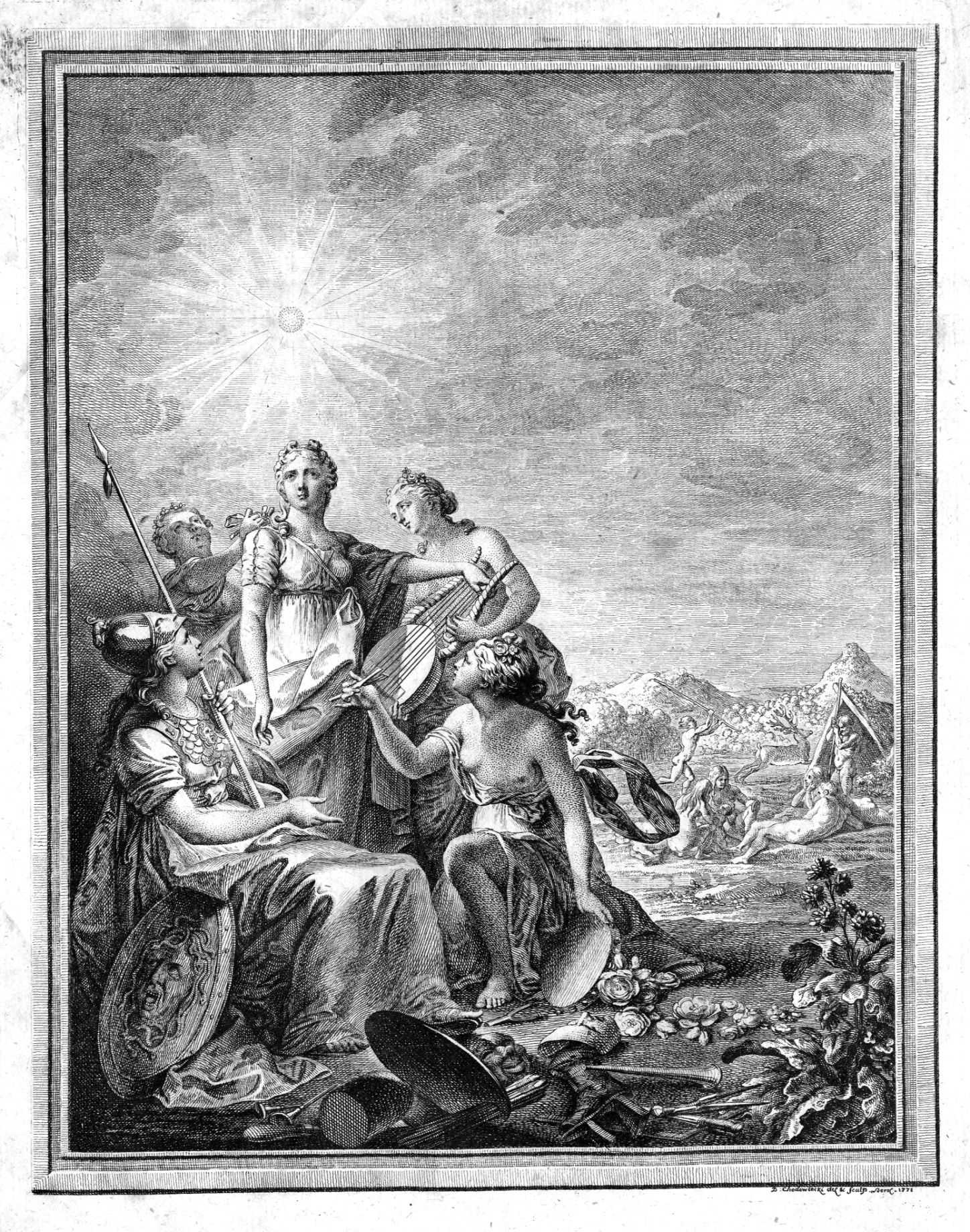
Titelkupfer zu Sulzers Allgemeine Theorie der Schönen Künste. Stich von Daniel Chodowiecki 1771.

Das Hauptwerk dieses Aufklärers, die Allgemeine Theorie der Schönen Künste erschien in der Erstausgabe 1771 und 1774. Es handelte sich um die erste Enzyklopädie in deutscher Sprache, die eine Systematisierung aller Erkenntnisse hinsichtlich der Ästhetik anstrebte. Vorbilder waren französische Lexika, wie zum Beispiel Jacques Lacombes Dictionnaire portatif des beaux arts („Wörterbuch der schönen Künste“) und das Universallexikon Denis Diderots, die Encyclopédie ou Dictionnaire raisonné des sciences, des arts et des métiers.
In rund 900 Artikeln behandelt Sulzer detailliert Grundbegriffe und Einzelfallfragen der Ästhetik und geht auf die Bereiche Literatur, Rhetorik, bildende Künste, Architektur, Tanz, Musik (siehe Musiklexikon) und Schauspielkunst ein. Dabei verwertete er unter anderem philosophische und ästhetische Werke Bodmers, Breitingers, Karl Wilhelm Ramlers und Johann Adolf Schlegels. Damit stellt das monumentale Werk den Erkenntnisstand der deutschen Hochaufklärung in komprimierter Form dar und zählt zu den wichtigen lexikalischen Publikationen im Zeitalter der Aufklärung.
Sulzer bewertet die Ode als höchste Dichtungsgattung. Neben Klopstocks Messias zählt er auch Bodmers Noah zu den Meisterwerken deutscher Dichtung und sieht die Bedeutung Plautus’ und Molières vor allem in ihren ernsten Stücken.
Mit seinen Auffassungen geriet Sulzer in die Kritik, so schrieb Johann Gottfried Herder an Johann Heinrich Merck:

„Sulzer’s Wörterbuch ist erschienen; aber der erste Theil ganz unter meiner Erwartung. Alle litterarisch-kritischen Artikel taugen nichts, die meisten mechanischen nichts; die psychologischen sind die einzigen, und auch in denen das langwierigste, darbendste Geschwätze ...“

Auch Sulzers Ansicht, dass Kunst beim Betrachter Empfindungen wecken sollte, die schließlich erziehenden Charakter haben, wurde hinterfragt. So stellte sich der junge Goethe gegen Sulzer, dem er vorwarf, das Wesen der Kunst verkannt zu haben.
Trotz dieser Kritik in der jüngeren Dichter- und Gelehrtengeneration fand Sulzers Hauptwerk bis in die ersten Jahre des 19. Jahrhunderts eine große Verbreitung und begründete seine Stellung als Hauptvertreter der deutschen Ästhetik im späten 18. Jahrhundert.

### Philosophischer Ansatz
Der Schwerpunkt seiner philosophischen Arbeit liegt auf der Ästhetik und Psychologie. In seiner Philosophie stellt Sulzer die Gefühle zwischen die eigentlichen, klaren Vorstellungen und das Begehren. Sulzer geht davon aus, dass der Zweck des Handelns die eigene oder fremde Glückseligkeit (Eudaimonie) ist.

## Schriften

### Gesammelte Schriften
- Gesammelte Schriften: kommentierte Ausgabe, Schwabe Verlag, Basel 2014 ff.
  - Band 1: Kurzer Begriff aller Wissenschaften: erste (1745) und zweite (1759) Auflage, 2014, ISBN 978-3-7965-3217-7 (Inhaltsverzeichnis).
  - Band 2: Schriften zu Psychologie und Ästhetik
  - Band 3: Allgemeine Theorie der Schönen Künste
  - Band 4: Schriften zu Philosophie und Religion
  - Band 5: Schriften zu Naturkunde und Naturphilosophie
  - Band 6: Schriften zur Pädagogik
  - Band 7: Dichtung und Literaturkritik, 2020, ISBN 978-3-7965-3813-1.
  - Band 8: Reiseberichte, Schriften zur Geografie
  - Band 9: Lebenszeugnisse
  - Band 10: Johann Georg Sulzer – Johann Jakob Bodmer. Briefwechsel

### Original- und Einzelausgaben
- Kurzer Begriff aller Wissenschaften, worinn die natürliche Verbindung aller Theile der Gelehrtheit gezeiget […] wird (1745)
- Versuch einiger Moralischen Betrachtungen über die Werke der Natur (1745)
- Versuch einiger vernünftiger Gedanken von der Auferziehung und Unterweisung der Kinder (1745)
- Beschreibung einiger Merckwürdigkeiten, Welche er in einer Ao. 1742. gemachten Berg-Reise durch einige Oerter der Schweitz beobachtet hat. Zürich 1747 (Digitalisat und Volltext im Deutschen Textarchiv)
- Critische Nachrichten aus dem Reiche der Gelehrsamkeit (zusammen mit Ramler; 1750) (Inhaltserschließung)
- Unterredungen über die Schönheit der Natur (1750/1770)
- Gedanken über den Ursprung der Wissenschaften und schönen Künste (1762)
- Allgemeine Theorie der schönen Künste (1771–1774)
  - Vier Teilbände der Ausgabe aus Leipzig bei Weidmann und Reich 1773 als Digitalisat der Universitäts- und Landesbibliothek Düsseldorf
  - Erster Theil (hier die 2. Ausgabe von 1792)
  - Zweyter Theil (hier die 2. Ausgabe von 1792)
  - Digitale Ausgabe zur Volltextrecherche in der Reihe Digitale Bibliothek als Band 67, ISBN 3-89853-467-7
- Cymbelline (1772)
- Entwurf der Einrichtung Des von Sr. Hochfürstlichen Durchlaucht dem Herzoge von Curland in Mitau neugestifteten Gymnasii Academici (1773 und 1774)
- Vermischte philosophische Schriften (1773/81)
- Tagebuch einer von Berlin nach den mittäglichen Ländern von Europa in den Jahren 1775 und 1776 gethanen Reise und Rückreise. Leipzig 1780 (Digitalisat und Volltext im Deutschen Textarchiv)
- Johann Georg Sulzer’s Lebensbeschreibung von ihm selbst aufgesetzt. Mit Anmerkungen von Joh. Bernh. Merian und Friedr. Nicolai (1809)